# 26 септември
26 септември е 269-ият ден в годината според григорианския календар (270-и през високосна). Остават 96 дни до края на годината.

## Събития
- 1371 г. – В Битката при Черномен армията на османския султан Мурад I разгромява обединените сили на сърби и българи.
- 1580 г. – Сър Франсис Дрейк и неговата експедиция акостират в Плимут след 33-месечно околосветско пътешествие. Те стават първите британци, обиколили Земята.
- 1687 г. – Партенонът в Атина е частично разрушен след експлозия причинена от бомбардировките на венецианските сили срещу Османската армия, разположена край Атина.
- 1907 г. – Английската колония Нова Зеландия става доминион – самоуправляваща се държава в състава на Британската империя, признаваща върховната власт на английския крал (кралица).
- 1918 г. – Започва последното голямо сражение през Първата световна война – битката за Аргон.
- 1934 г. – Пуска се на вода най-големият пътнически кораб на компания „Кунард Лайн“  „Куин Мери“.
- 1950 г. – Войски на ООН завземат отново Сеул от севернокорейците.
- 1957 г. – Спектакълът Уестсайдска история на Ленард Бърнстейн започва да се играе на Бродуей.
- 1960 г. – В Чикаго е проведен първият телевизионен предизборен дебат между кандидатите за президенти Ричард Никсън и Джон Кенеди.
- 1960 г. – Фидел Кастро произнася най-дългата реч в историята на ООН - 4 часа и 29 минути, с която обявява подкрепата на Куба за СССР.
- 1961 г. – Боб Дилън прави дебюта си.
- 1962 г. – Обявено е създаването на Йеменска арабска република.
- 1969 г. – Издаден е предпоследния студиен албум на британската рок група Бийтълс – Abbey Road.
- 1983 г. – Студената война: Съветският военнослужещ Станислав Петров предотвратява потенциална световна ядрена война, след като правилно приема, че предупреждението за ракетно нападение от страна на САЩ е компютърна грешка и не изпълнява предписанията за ответна реакция.
- 1984 г. – Китай и Англия постигат споразумение за преминаването на Хонконг под китайско управление от 1997 г.
- 1988 г. – Атлетът Бен Джонсън връща своя златен медал за бягане на 100 метра на XXIV летни олимпийски игри в Сеул заради положителни допинг проби.
- 1989 г. – Европейската общност приема план за подпомагане на Полша и Унгария – програма ФАР (PHARE).
- 1996 г. – Правителството на България подготвя протокол за присъединяването на страната към Световната търговска организация (СТО).
- 1997 г. – Полет 152 на „Гаруда Индонезия“ се разбива близо до международното летище Полония, Медан, Индонезия и убива 234 души.

## Родени
- 1181 г. – Франциск от Асизи, основател на Францисканския орден († 1226 г.)
- 1754 г. – Жозеф Пруст, френски химик († 1826 г.)
- 1810 г. – Иван Ганецки, руски офицер († 1887 г.)
- 1834 г. – Димитър Павлович, български лекар († 1911 г.)
- 1859 г. – Луи Мажорел, френски декоратор († 1926 г.)
- 1869 г. – Иван Нелчинов, български революционер († 1944 г.)
- 1873 г. – Алексей Шчусев, руски архитект († 1949 г.)
- 1879 г. – Александър Буйнов, български революционер († 1924 г.)
- 1879 г. – Петко Тодоров, български писател († 1916 г.)
- 1883 г. – Гоно Манчев, български революционер († 1926 г.)
- 1886 г. – Ран Босилек, български писател († 1958 г.)
- 1888 г. – Томас Стърнз Елиът, американски писател, Нобелов лауреат, († 1965 г.)
- 1889 г. – Мартин Хайдегер, немски философ († 1976 г.)
- 1890 г. – Кирил Петров, български актьор († ? г.)
- 1893 г. – Милош Църнянски, сръбски поет († 1977 г.)
- 1895 г. – Джордж Рафт, американски актьор († 1980 г.)
- 1897 г. – Павел VI, римски папа († 1978 г.)
- 1898 г. – Джордж Гершуин, американски композитор († 1937 г.)
- 1918 г. – Григорий Климов, руски писател († 2007 г.)
- 1919 г. – Матилде Камю, испанска поетеса († 2012 г.)
- 1923 г. – Александър Алов, съветски режисьор († 1983 г.)
- 1931 г. – Пенчо Богданов, български инженер († 2000 г.)
- 1932 г. – Манмохан Сингх, индийски политик
- 1935 г. – Йордан Василев, български политик († 2017 г.)
- 1938 г. – Андрей Луканов, министър-председател на България († 1996 г.)
- 1940 г. – Владимир Савон, украински шахматист († 2005 г.)
- 1941 г. – Димитър Илиев, български футболист
- 1944 г. – Петер Турини, австрийски писател
- 1946 г. – Коста Радев, български писател
- 1948 г. – Владимир Ремек, космонавт на Чехословакия
- 1948 г. – Оливия Нютън-Джон, австралийска певица († 2022 г.)
- 1956 г. – Линда Хамилтън, американска актриса
- 1957 г. – Клаус Аугенталер, немски футболист
- 1961 г. – Аян Садъков, български футболист († 2017 г.)
- 1962 г. – Ал Питрели, американски китарист (Savatage)
- 1968 г. – Джеймс Кавийзъл, американски актьор
- 1976 г. – Сами Ванска, финландски китарист (Nightwish)
- 1979 г. – Мария Игнатова, телевизионна водеща
- 1981 г. – Серина Уилямс, американска тенисистка

## Починали
- 1290 г. – Норвежката дева, шотландска кралица (* 1283 г.)
- 1371 г. – Александър Комнин, душановски владетел (* неизв. г.)
- 1808 г. – Павел Враницки, моравски композитор (* 1756 г.)
- 1826 г. – Александър Гордън Ленг, шотландски пътешественик (* 1793 г.)
- 1860 г. – Милош Обренович, княз на Сърбия (* 1780 г.)
- 1868 г. – Аугуст Мьобиус, немски математик и астроном (* 1790 г.)
- 1897 г. – Алексей Саврасов, руски художник-пейзажист, передвижник (* 1830 г.)
- 1902 г. – Леви Щраус, американски индустриалец (* 1829 г.)
- 1914 г. – Ален Фурние, френски писател (* 1886 г.)
- 1914 г. – Херман Льонс, немски писател (* 1866 г.)
- 1939 г. – Христо Силянов, български революционер, писател и историк (* 1880 г.)
- 1940 г. – Валтер Бенямин, германски философ (* 1892 г.)
- 1945 г. – Бела Барток, унгарски композитор и пианист (* 1881 г.)
- 1959 г. – Соломон Бандаранайке, министър-председател на Цейлон и Шри Ланка (* 1899 г.)
- 1961 г. – Александър Николов, български джазов музикант (* 1917 г.)
- 1973 г. – Ана Маняни, италианска актриса (* 1908 г.)
- 1976 г. – Пал Туран, унгарски математик (* 1910 г.)
- 1978 г. – Мане Зигбан, шведски физик, Нобелов лауреат (* 1886 г.)
- 1988 г. – Бранко Зебец, хърватски футболист и треньор (* 1929 г.)
- 1990 г. – Алберто Моравия, италиански писател (* 1907 г.)
- 1998 г. – Бети Картър, американска певица (* 1930 г.)
- 2004 г. – Димитър Въндев, български математик (* 1945 г.)
- 2008 г. – Пол Нюман, американски актьор и режисьор (* 1925 г.)
- 2010 г. – Глория Стюарт, американска актриса (* 1910 г.)
- 2019 г. – Жак Ширак, френски политик (* 1932 г.)

## Празници
- Европейски ден на езиците
- Световен ден на контрацепцията
- България – Празник на град Карнобат – Отбелязва се в деня на празника на храма „Свети Йоан Богослов“ с решение на Общински съвет от 30 юни 1999 г.
- Йемен – Ден на революцията